# Parque nacional de Keibul Lamjao
El Parque Nacional de Keibul Lamjao es un parque nacional en el distrito de Bishnupur del estado de Manipur en la India. Con una superficie de 40 kilómetros cuaadrados, el único parque flotante del mundo, se encuentra en el noreste de India, y es parte integral del lago Loktak, el lago más grande de agua dulce en India. 
El parque nacional se caracteriza por muchos restos vegetales descompuestos que flotan, llamados localmente "phumdis". Para conservar el refugio natural del tamín o ciervo de Eld, una especie en peligro de extinción, el parque que fue inicialmente declarado santuario en 1966, fue posteriormente elevado a la categoría de parque nacional en 1977. La ley ha generado apoyo local y concienciación público. Actualmente el parque es amenazado por la construcción del Proyecto Hidroeléctrico Loktak.
Las temperaturas varían desde los 34.4 °C a un mínimo de 1.7 °C. La precipitación anual es de 1220 mm. El área es la más húmeda en agosto, con una humedad diaria de 81 por ciento. Marzo es el menos húmedo con un 49 por ciento de humedad.
Está catalogado por la IUCN como un parque de categoría II.
Sus coordenadas geográficas son 24°30′N  93°46′E.

## Flora
El parque, principalmente compuesto por bosques perennes y semiperennes húmedos, tiene una rica amalgama de ecosistemas terrestre, humedal y acuático. La estructura de tierra herbácea del parque está dividida en tres zonas.
Flora acuática documentada en el parque incluye Zizania latifolia (arroz salvaje, ishing kambong), Saccharum munja (khoimom), S. bengalensis, Eiranthus procerus (singnang), Dioscorea bulbifera (phumha), Cynodon dactylon (tinthou), Alpinia galanga (pullei), Eichhornia crassipes (kabokang), Hedychium coronarium (loklei), Nelumbo nucifera (thambal) y Phragmites karka (tou).

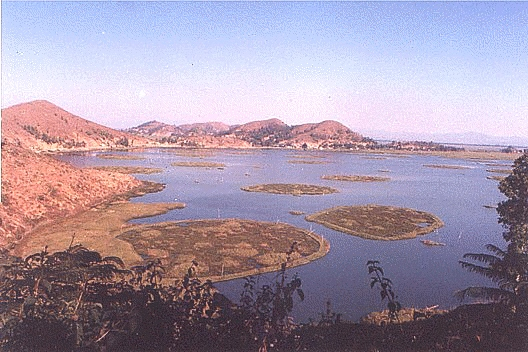
Vista del lago Loktak.

Parte de la flora enumerada más arriba ha sido documentada en dos tipos de phumdis: el phumdi ataoba (flotante) y el phumdi aruppa (hundiéndose); juncales, herbáceas, y otras plantas creciendo sobre vegetación muerta que está pudriéndose en la superficie del lago forman la ataoba, mientras que phumdi aruppa tiene capas de vegetación que se ha hundido hasta el fondo del lago y alimenta un rico crecimiento de juncales y herbáceas. En un cálculo realizado en 1960, la vegetación de phumdi había sido estructurado en un 45% Phragmites karka, 25% Erianthus ravennae (Saccharum ravennae), 15% Saccharum munja, 5% S. latifolium, 5% Alpinia allughas y 2% Saccharum procerum y un 3% de otras especies, incluyendo Zizania latifolia; Zizania latifolia es la planta de la que se alimenta, en gran medida, el tamín. Eichhornia crassipes fue una especie reciente en las zonas de agua abierta del pantano en mitad de Polygonum (polígono) y Trapa. Las tres colinas que rodean el parque están ahora prácticamente desnudas de vegetación.

## Fauna

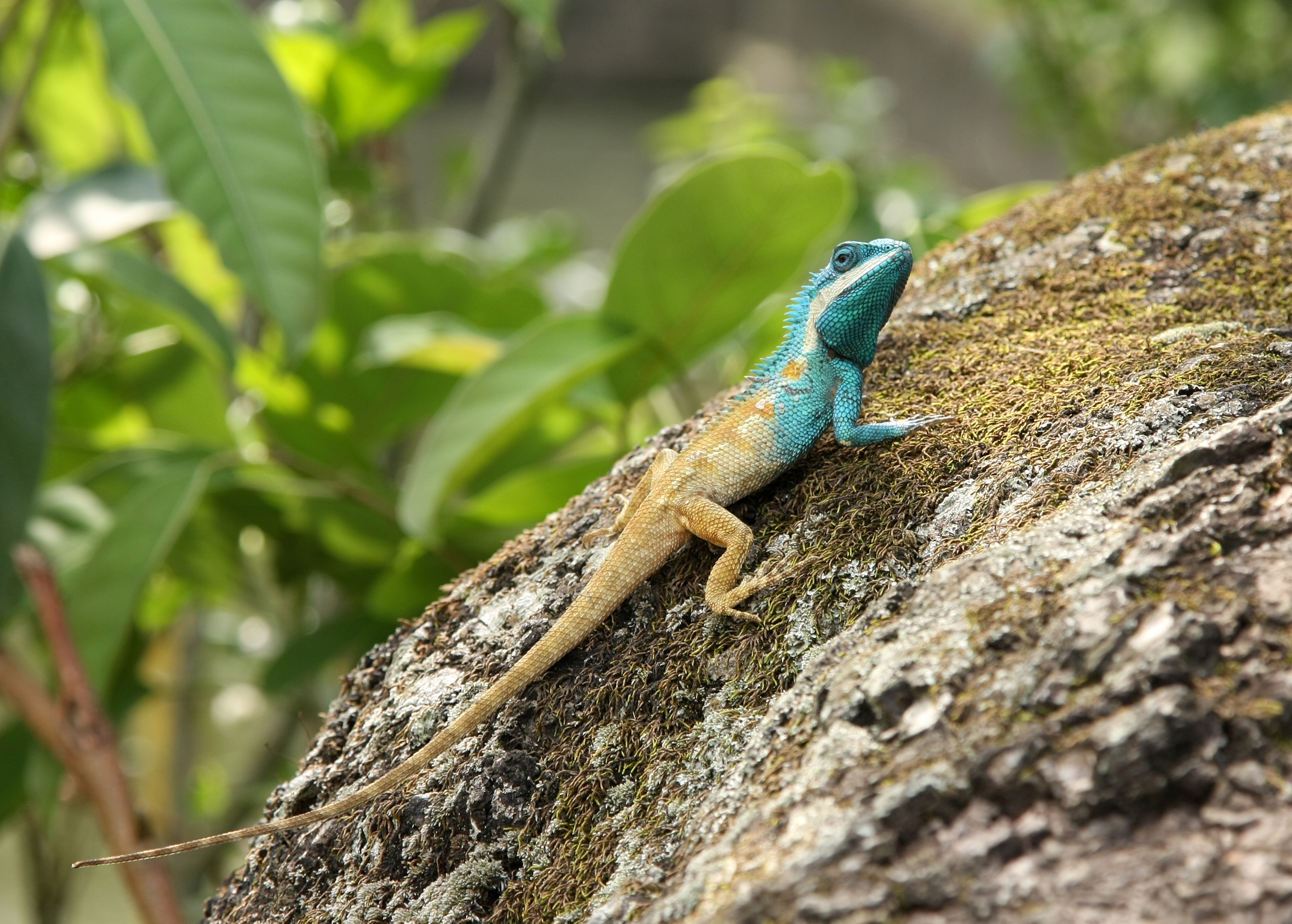
Un lagarto azul crestado de Indo-China (Calotes mystaceus).

### Mamíferos
Aparte del tamín o ciervo de Eld – el Cervus eldi eldi (sangai) – la especie señera en el parque, este parque es también el hogar de otras especies en vías de extinción, incluyendo una especie de pitón, la pitón de la India. 
Mamíferos documentados aquí son el sambar, el muntíaco, el ciervo porcino, el gibón, el mono Rhesus, civetas como la civeta de manchas grandes de Malabar (Viverra civettina) y la civeta enana o rasa (Viverricula indica), el jabalí, nutrias, zorros, gato de la jungla, gato dorado asiático, el roedor Rhizomys pruinosus, Crocidurinae, musaraña bicolor y zorros voladores.

### Peces
Peces que se encuentran en este parque nacional incluyen Channa striata, Channa punctatus, Cyprinus carpio, Wallago attu y el ciprínido Puntius sophore.

### Anfibios y reptiles
Entre los anfibios y los reptiles que se encuentran en este parque nacional, se incluyen natricinos, vipéridos, kraits como la krait común o anillado (Bungarus fasciatus), cobra, Boulengerina, culebra de las cuevas (Orthriophis taeniurus), pitones, víbora de Russel, culebra listonada manchada y lagartija vivípara o de turbera. La pitón de la India (Python molurus), una especie en peligro de extensión, se encuentra también en el parque. 

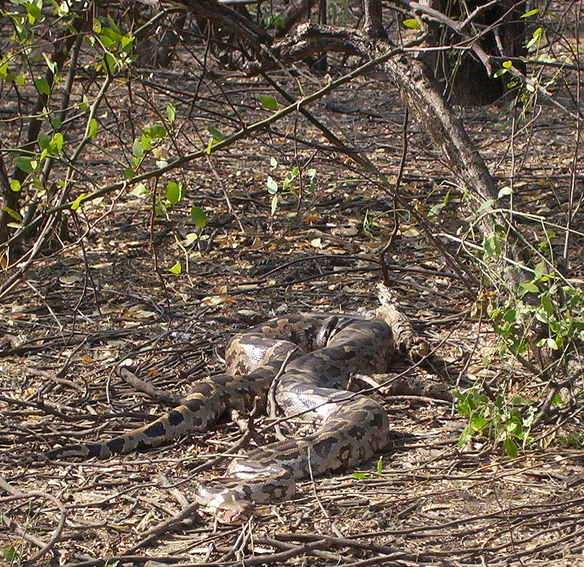
Pitón de la India bajo un árbol.

### Aves
En el parque se han documentado destacadas especies de aves, tanto migratorias como residentes. Algunas de ellas son el martín pescador pío del Himalaya oriental, milano negro, alondra oriental, miná religioso septentrional, estornino pío de Birmania, drongo real del norte de la India, cuervo picudo o cuervo de la selva, lavandera boyera, ánade picopinto, cerceta aliazul, tarro canelo, la amenazada grulla monje, grulla sarus, gallineta pechiblanca y pico pechirrojo.

## Información del parque

### Actividades
La mejor época para conocer el parque es entre los meses de octubre a febrero. Las visitas son posibles hasta mayo también, aunque el clima puede ser demasiado caliente para algunas personas, y el lago se reduce casi a un tercio debido a la evaporación del agua por el calor del verano.

### Alojamiento
Dos casas -una en Phubala y otra en Sendra (la isla principal de Lago Loktak) - son las únicas opciones de alojamiento disponibles en Keibul Lamjao. Sin embargo, la proximidad de Keibul Lamjao a Imphal significa que es posible visitar el parque en un día. Imphal tiene un número de hoteles buenos donde hay espacios (cuartos) disponibles.

### Acceso
La ciudad principal más cercana es la capital de Manipur, Imphal, aproximadamente a 50 kilómetros de Keibul Lamjao. 
- Por avión: Imphal tiene conexiones aéreas con varias ciudades en India.
- Por tren: La terminal más cercana está en Dimapur, aproximadamente a 230 kilómetros de distancia en Assam y se une a Imphal por carretera.
- Por carretera: Un camino carrozable conecta Imphal a Keibul Lamjao.  hay vehículos que pueden ser alquilados en Imphal para hacer el viaje a Keibul Lamjao. O bien, optar por uno de los viajes de día conducidos por la oficina de Turismo de Manipur.

## Galería de imágenes

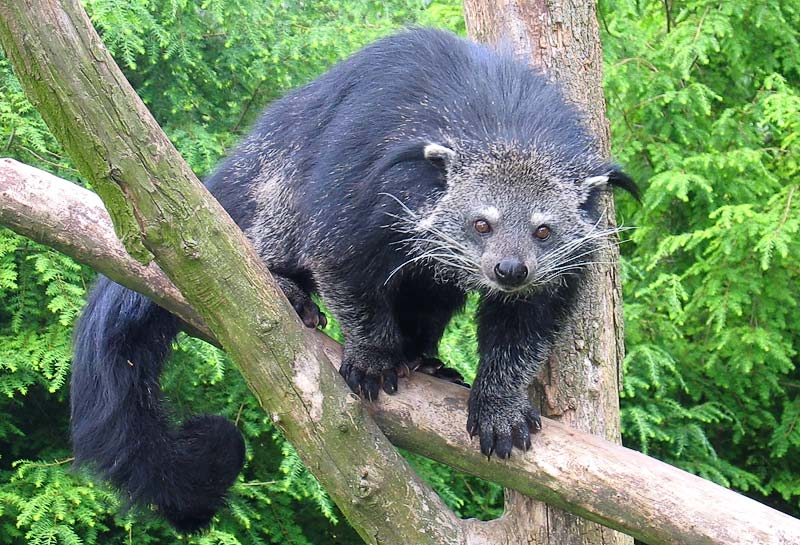
Civeta hindú
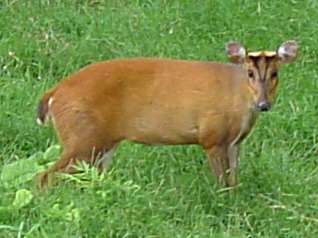
Mutiaco
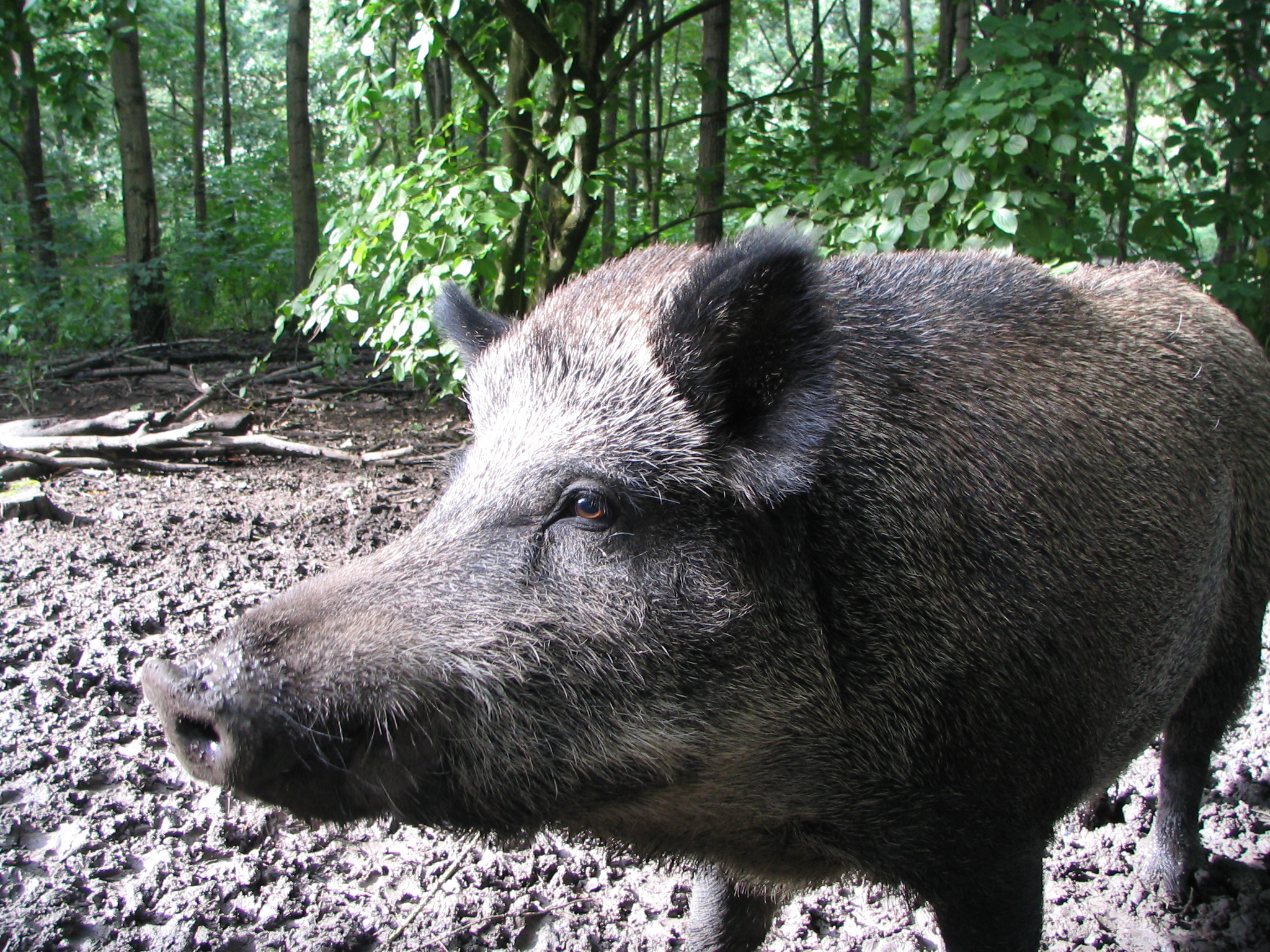
Jabalí

## Enlaces de interés
- Wikimedia Commons alberga una categoría multimedia sobre Parque nacional de Keibul Lamjao.
- Wildlife Institute of India

- Datos: Q1737898
- Multimedia: Keibul Lamjao National Park / Q1737898